# Habib Diallo
Habibou Mouhamadou "Habib" Diallo (ur. 18 czerwca 1995 w Thiès) – senegalski piłkarz występujący na pozycji napastnika. Reprezentant Senegalu.

## Życiorys

### Kariera klubowa
Do 2013 zawodnik senegalskiego klubu Génération Foot.
W latach 2014–2016 występował we francuskim klubie FC Metz II (Championnat National 3, Championnat National 2). Następnie 1 lipca 2015 podpisał kontrakt z seniorskim zespołem FC Metz. Dwukrotnie wypożyczony był do innego francuskiego klubu Stade Brestois 29 (2017 i 2017–2018) z Ligue 2.
5 października 2020 podpisał pięcioletni kontrakt z RC Strasbourg, występujący w Ligue 1.

### Kariera reprezentacyjna
W 2015 reprezentant Senegalu w kategorii wiekowej U-23. Wystąpił na Mistrzostwach Afryki U-23 w 2015 w 4 meczach, strzelając 2 gole (również w meczu o 3. miejsce), w którym przegrali 1:3 po rzutach karnych z Republiką Południowej Afryki.
W seniorskiej reprezentacji Senegalu zadebiutował 17 listopada 2018 na stadionie Estadio de Bata (Bata, Gwinea Równikowa) podczas kwalifikacji do Pucharu Narodów Afryki 2019 w wygranym 1:0 meczu przeciwko reprezentacji Gwinei Równikowej.

## Sukcesy

### Klubowe

#### FC Metz
- Zwycięzca Ligue 2: 2018/2019[10]

### Reprezentacyjne

#### Senegal
- Zwycięzca Pucharu Narodów Afryki: 2021[11]